# Serie 0450 de CP
La Serie 0450, también conocida como Serie 450, es un tipo de automotor, al servicio de la operadora ferroviaria portuguesa Comboios de Portugal.

## Historia
En fecha desconocida, los 19 automotores de la Serie 0400 fueron retirados de servicio y remodeladas, recibiendo, entonces, la designación de Serie 450. La renovación, efectuada en las oficinas de Guifões del Grupo Oficinal de Oporto, consistió en la introducción de cabeceros nuevos en las extremidades de las automotores, sustitución de los motores, remodelación de los interiores con adición de aire condicionado y bancos ergonómicos, e introducción de componentes electrónicos en la cabina de conducción, especialmente con la introducción del sistema MICRA - Módulo Inteligente de Comando y Registro de Averías, desarrollado por la EMEF.
El proyecto de rehabilitación preveía la división de los servicios efectuados por estas automotores. Los primeros tres de la serie estarían compuestos de 1.ª y 2.ª clase, un pequeño furgón para acomodación de cargas mayores y probarían suerte con el servicio Internacional entre Porto y Vigo. Las restantes 16 estarían compuestas de clase única y prestarían servicio en los convoyes Suburbanos entre Porto y Braga. No obstante, con las obras de electrificación del ramal de Braga que se iniciaron en un breve plazo, las 16 UDD 0450 que prestaban servicio en aquel corredor Suburbano, serían empleados en los convoyes Regionales e InterRegionais. Así, se decidió proceder de un único modo en la rehabilitación del material, siendo puestas en servicio las 19 UDD 0450 compuestas de 1.ª y 2.ª clase y un pequeño furgón instalado en el vehículo remolque de la automotor.
Estas nuevas unidades entraron en servicio en 1999, asegurando los servicios suburbanos entre Oporto y Braga. Con la ya referida electrificación en 2004, algunas unidades fueron transferidas para la línea del Oeste, donde sustituyeron las formaciones de locomotora y vagones y los automotores 0601, 0602, 0610 y 0611 que se encontraban en esta línea. Poco después, aprovechando la presencia de estos automotores en la región Centro, CP decide intercambiar algunas UDD 0450 de la línea del Oeste por automotores Allan 0350 del ramal de la Lousã, escenario donde estuvo hasta al cierre de este ramal. Por motivos de rotación, era frecuente la aparición de las UDD 0450 en los convoyes Urbanos de Coímbra a Figueira da Foz y en los convoyes Regionales de Coímbra a Figueira da Foz, por Cantanhede.
En 2010 se encontraban efectuando servicios Regionales e InterRegionais en las líneas de Minho y Oeste. Permanecieron como material del Comboi Internacional Porto-Vigo y también sirvieron en algunos convoyes Regionales del Ramal de la Lousã.
En 2011, con la entrada en servicio de los automotores 592 alquilados a Renfe Operadora, las UDD 0450 dejan de servir la región Norte y sustituyen los automotores 0600 en el servicio Regional de la línea del Algarve y los automotores 0350 en el servicio Regional entre Évora y Funcheira, pasando a funcionar solo entre Casa Blanca y Beja como complemento a los convoyes Intercidades de Lisboa a Évora.

## Características

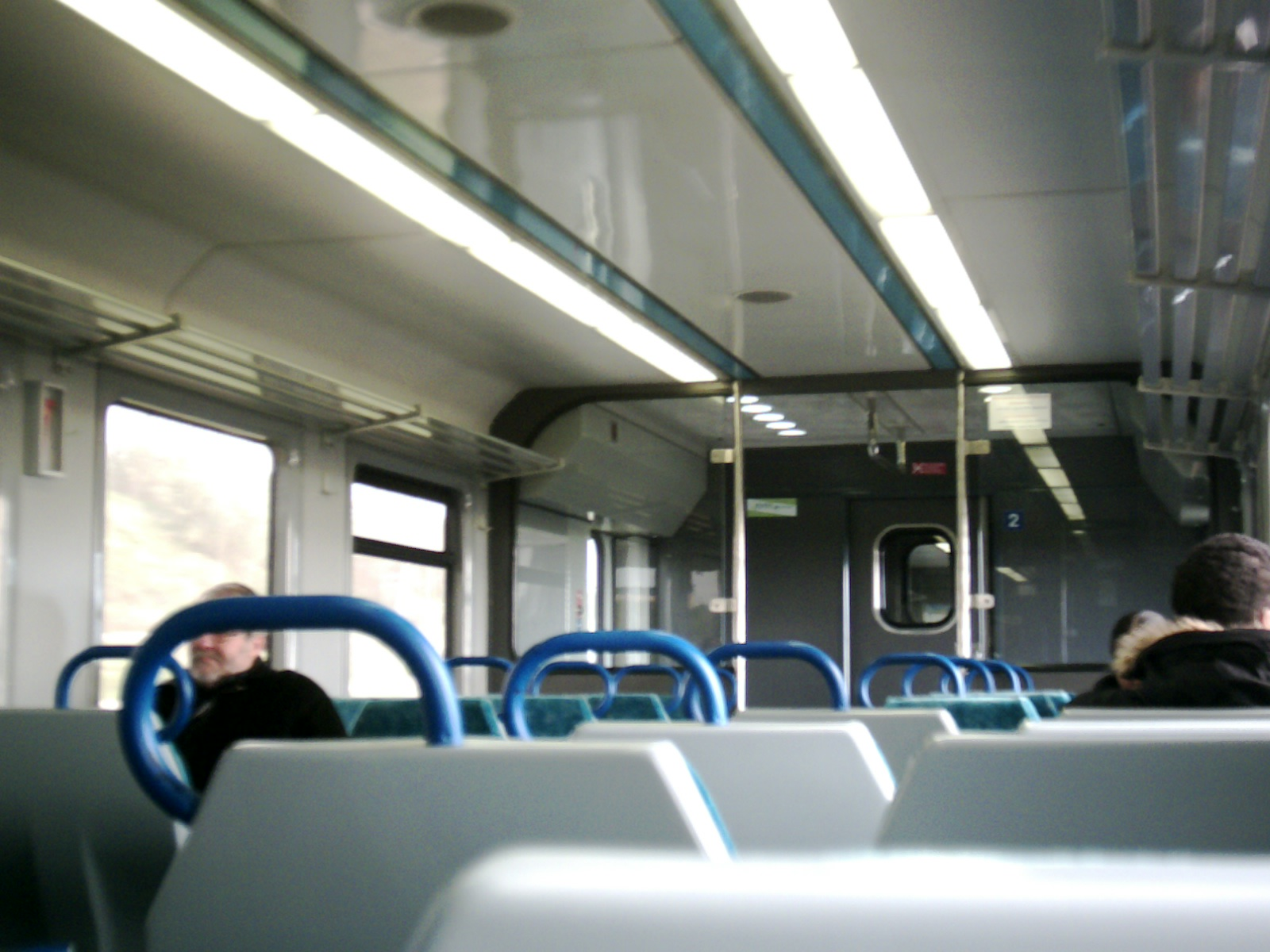
Interior de un automotor de la Serie 450

### Explotación
- Servicios: Larga distancia y Regional
- Año de Entrada en Servicio: 1999[1]
- Número de Unidades Modernizadas: 19 (0451 – 0469)[1]

### Motores de tracción
- Fabricante: Cummins[1]
- Potencia (ruedas): 493 kW (671 caballos)[1]
- Potencia (total): 740 cavallos)[3]
- Cantidad: 2
- Tipo: NTA-855 R3[3]
- Número de tiempos: 4

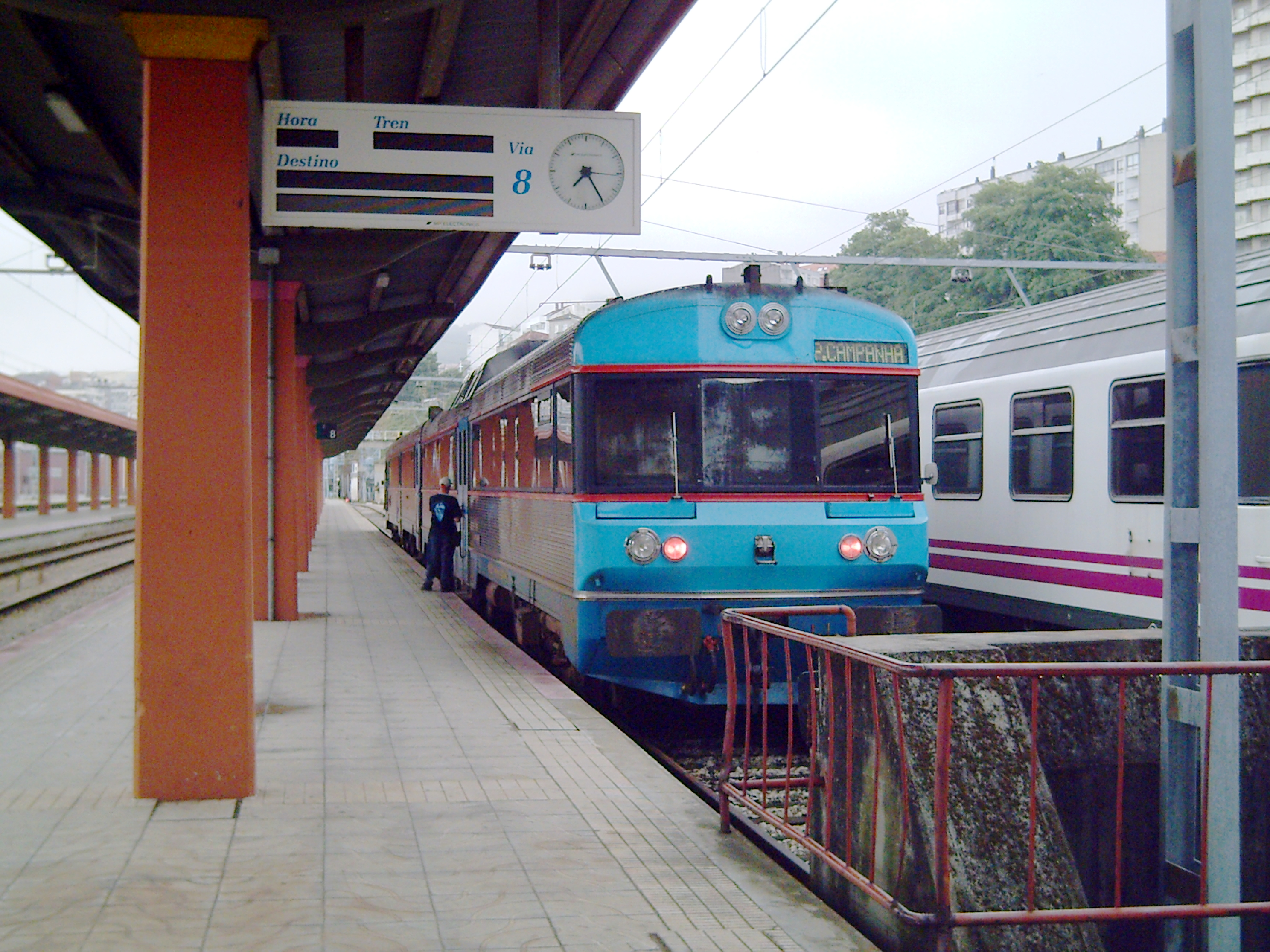
Automotor de la Serie 450 en Vigo

- Disposición y número de cilindros: 6 Lh
- Cilindrada total: 14 L
- Sobrealimentación: Holset HC3-1

### Partes Mecánicas
- Fabricante: Sorefame
- Modernización: EMEF-GOP[1]

### Transmisión
- Fabricante: Niigata Converter Co.[1]
- Tipo: Mecánica (primera etapa), hidráulica (segunda y tercera etapas), automática[3]

### Sistemas de trabajo

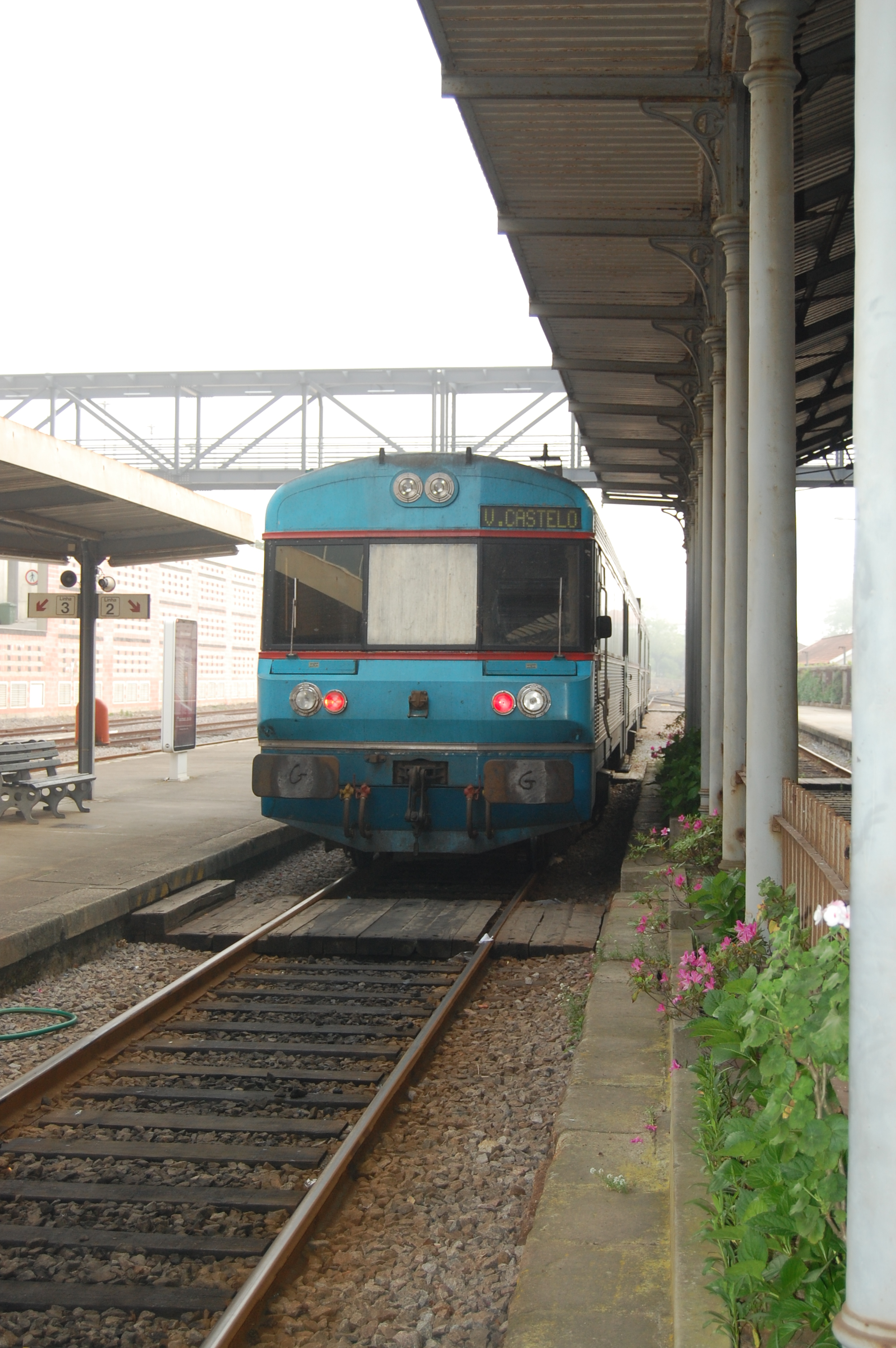
Automotor de la Serie 450 en Viana del Castillo

- Fabricante: Knorr Bremse
- Freno neumático: Aire comprimido

### Otras características
- Velocidad máxima: 120 km/h[1]
- Ancho de vía: 1668 mm
- Disposición de los ejes: (1A)(A1)+2´2´
- Tipo de la locomotora (constructor): UDD
- Diámetro de la ruedas (nuevas): 850 mm
- Número de cabinas de conducción: 2
- Areneros (número): 8
- Comando en unidades múltiples: Hasta 3 unidades[3]
- Lubrificadores de verdugos (fabricante): 4
- Registrador de velocidad (fabricante): CONVEL (EBICAB 700)
- Longitud (motor+remolque): 51,96 metros[3]
- Disposición: Motor + Remolque Piloto[3]